# Bucksbaum Award
Der Bucksbaum Award wurde im Jahr 2000 von der Bucksbaum Family Foundation aus Des Moines und dem Whitney Museum of American Art gestiftet. Er wird in zweijährlichem Turnus vergeben. Er ist ausgeschrieben für Künstler, die in den Vereinigten Staaten leben und arbeiten, und deren Werk eine „einzigartige Kombination von Talent und Imagination“ erkennen lässt. Der mit 100.000 Dollar dotierte Preis bietet das weltweit höchste Preisgeld für bildende Künstler. Zusätzlich ist jeder Gewinner eingeladen, in den folgenden zwei Jahren seine Solo-Ausstellung im Whitney-Museum zu präsentieren.
Der Award wird ausschließlich an geladene Teilnehmer der Whitney Biennial vergeben, einer Talentschau in New York City für vornehmlich jüngere und weniger bekannte US-amerikanische Künstler. Der Kunstpreis erhebt den Anspruch, Künstler auszuzeichnen, die das Potenzial haben, einen bleibenden Eindruck in der Geschichte der US-amerikanischen Kunstwelt zu hinterlassen.
Die Jury besteht aus zwei Vertretern der Whitney Museums-Leitung, den aktuellen Kuratoren des Whitney Biennial sowie drei unabhängigen, wechselnden Vertretern bekannter Kunst-Institutionen.

## Preisträger
- 2000 Paul Pfeiffer
- 2002 Irit Batsry
- 2004 Raymond Pettibon[1]
- 2006 Mark Bradford
- 2008 Omer Fast[2]
- 2010 Michael Asher
- 2012 Sarah Michelson
- 2014 Zoe Leonard